# Mijaíl Shats
Mijaíl Grigorievich Shats (San Petersburgo, 7 de junio de 1965) es un actor y presentador de televisión, comediante, YouTuber y activista opositor ruso de origen israelí. Exmiembro del Consejo de Coordinación de la Oposición Rusa.

## Biografía
Mijaíl Shats nació el 7 de junio de 1965 en Leningrado, luego San Petersburgo. Estudió medicina en el Primer Instituto Médico de Leningrado. Se especializó en Anestesiología y reanimación y completó su formación en el mismo instituto universitario. 
De 1987 a 1994, Shats compitió en el Programa de televisión KVN como miembro del equipo del Primer Instituto Médico y la Universidad Estatal de Economía y Finanzas de San Petersburgo (UNECON). También jugó para el equipo ruso en el CIS Competencia KVN.
De 1995 a 2001, trabajó en el Canal TV-6 Moscú. En 1996, con he launched th ru, ru, ru, y ru, lanzó el programa de comedia OSP Studio. El programa estuvo en el aire hasta 2004.
De 2004 a 2012, Shats organizó el programa Good Jokes con Tatiana Lazareva y Alexander Pushnoy en el Canal de televisión STS. De 2006 a 2010, fue el presentador del programa humorístico de improvisación Thank God You're Here! en el mismo canal.
En 2007, Shats fue nombrado miembro de la Academia Rusa de Televisión.
Desde 2018, se desempeña como de pie comediante tanto en solitario como con Anton Borisov, Alexei Kvashonkin, y Garik Oganisyan.
Shats abandonó Rusia en marzo de 2022 debido a la Invasión rusa de Ucrania. Residió en Israel ya que anteriormente había obtenido la ciudadanía israelí en 2016. El 2 de septiembre de 2022, el Ministerio de Justicia de Rusia incluyó a Shats en la lista de "agentes extranjeros".

## Actividad política
Junto con Tatiana Lazareva, Shats apoyó a la Fundación Benéfica Sozidaniye, que ayudaba a orfanatos, hogares infantiles, internados, hospitales y niños enfermos en tratamiento. También apoyaron a la Fundación Benéfica Downside Up Charitable y participaron activamente en los eventos de la fundación dedicados a cambiar la actitud de la sociedad hacia los niños con Síndrome de Down.
Shats se unió al movimiento de protesta ruso (también conocido como revolución Bolotnaya) en diciembre de 2011. Más tarde, participó en las elecciones al Consejo de Coordinación de la Oposición Rusa y ocupó el octavo lugar en la lista de candidatos. Debido a su participación en las protestas, Shats fue despedido del canal de televisión STS en 2012.
En marzo de 2013, Shats grabó un llamamiento en video en apoyo de la comunidad LGBT y se pronunció en contra de prohibir la llamada "exhibición de la homosexualidad". También fue miembro del consejo político del Congreso Judío Ruso.
En febrero de 2022, Shats firmó una carta contra la guerra y condenó al gobierno ruso por iniciar una guerra contra Ucrania.

## Premios
- TEFI "Best Entertainment Program" (2003)[28]
- TEFI "Best Entertainment Program Host" (2006)[29][30]

## Familia
Shats es de origen judío y estuvo casado con Tatiana Lazareva, presentadora de televisión, actriz, cantante y activista de la oposición. La pareja tiene tres hijos. En 2021, Shats y Lazareva anunciaron que se habían separado. 